# Daniele D'Odorico
Daniele D'Odorico (Udine, 20 settembre 1968) è un imprenditore italiano presidente del Gallipoli nella stagione di Serie B 2009-2010.
È titolare di D'Odorico Group, società attiva nel campo finanziario e immobiliare che ha interessi anche nel mondo dell'edilizia e delle energie rinnovabili.

## Presidenza del Gallipoli Calcio
L'11 agosto 2009, a capo di una cordata di imprenditori friulani, ha rilevato da Vincenzo Barba il pacchetto azionario del Gallipoli, neopromosso in Serie B per la prima volta nella sua storia e al centro di una crisi societaria.
D'Odorico ha rinnovato i quadri dirigenziali, affidando l'incarico di direttore sportivo all'esperto Vittorio Fioretti, suo uomo di fiducia, e, data l'imminenza del campionato di Serie B 2009-2010, ha dovuto allestitire in breve tempo una squadra competitiva per la categoria. Ha dichiarato di voler proseguire nel solco tracciato da Barba, mantenendo in squadra Ciro Ginestra, Francesco Di Gennaro e David Mounard, e di voler puntare alla Serie A nell'arco di tre anni.
La squadra inizia bene il campionato e chiude il girone di andata all'undicesimo posto, ma ben presto la crisi societaria si riapre. Durante il calciomercato di gennaio la dirigenza pone mano ad un'opera di mutamento radicale dell'organico, specie in attacco, ma i risultati stentano ad arrivare. Nel convulso post-partita di Gallipoli-Grosseto del 9 febbraio il tecnico Giuseppe Giannini annuncia le proprie dimissioni a causa di contrasti con il presidente e della situazione di grave caos societario. Dopo numerosi scambi di battute tra presidente e allenatore, D'Odorico si riconcilia con Giannini, che ritorna sulla panchina giallorossa. Il 22 marzo, però, dopo la sconfitta casalinga contro il Brescia che fa precipitare la squadra al terzultimo posto, Giannini si dimette definitivamente.
Dopo mesi di voci e indiscrezioni sulla pessima salute finanziaria della società, stipendi non pagati e impegni finanziari non rispettati, D'Odorico annuncia di non poter assicurare il finanziamento necessario per poter proseguire il campionato e quindi di voler vendere la squadra, sull'orlo del fallimento, a costo zero. Per la società, oberata da un debito di 5 milioni di euro, viene presentata istanza di fallimento.